# Тютюнников Борис Никанорович
Бори́с Никино́рович Тютю́нников (4 серпня 1895 , Харків  — 1985 ) — хімік. Лауреат Ленінської премії (1968).
Створив наукову школу хіміків і технологів у галузі переробки жирів, синтетичних жирних кислот і засобів для миття.
Підготувив 6 докторів і 50 кандидатів наук. Автор 400 наукових робіт і 50 авторських свідоцтв. Написав 13 підручників.